# Кирил Василев (поет)
Вижте пояснителната страница за други личности с името Кирил Василев.
Кирил Василев Василев е български поет и есеист.

## Биография
Роден е през 1971 г. в София. Завършил е културология в Софийския университет „Св. Климент Охридски“. Работил е като репортер във вестник „Дневник“, в отдел „Култура“ на район Лозенец в София, във Фондация Помощ за благотворителността в България (ФПББ), като хоноруван преподавател в Нов български университет. Наблюдател на тенденциите и процесите в областта на визуалните изкуства във вестник „Култура“ през последните години на издаването му, а по-късно и във вестник „К.“.
През 2013 г. под научното ръководство на проф. Владимир Градев защитава дисертация на тема „Отвъд теизма и атеизма. Религията в постметафизична перспектива“, с което придобива Образователната и научна степен „доктор“ в професионално направление Социология, антропология и науки за културата. От 2017 г. е главен асистент в катедра „История и теория на културата“ на Софийски университет „Св. Климент Охридски“.
Публикувал е преводи и критически статии в културната периодика – главно в „Литературен вестник“, „Литературен форум“, а също и в списанията „Сезон“, „Алтера“ и „Страница“.

## Творчество
Кирил Василев е сред поетите от 90-те години на ХХ век, които не принадлежат към постмодернизма. Неговата поезия е свързана с високия модернизъм на Т. С. Елиът, Уистън Хю Одън, Янош Пилински.
Често стихотворенията му са посветени на художници – на Франсис Бейкън, на Рембранд, на Гоген и Брьогел.

## Признание
Поетът и критик Пламен Дойнов обявява по време на годишния преглед на новите български художествени книги, излезли през 2004 г., стихосбирката на Кирил Василев Три поеми за дебют на годината. Пламен Дойнов пише: „Три поеми“ на Кирил Василев се откроява като зрял, силен и дори малко късен дебют – висок модернизъм, работещ в полето на език, който българската поезия няма навика да говори.“. На същия писателски форум Силвия Чолева казва: Ако тази година има книга, в която да няма нито една дума, която да ти се иска да махнеш, да не можеш да кажеш нищо срещу един стих, това е „Три поеми“ на Кирил Василев.
В разговор в редакцията на вестник „Култура“, провел се в началото на 2011 г., Миглена Николчина, Ани Илков и Марин Бодаков поставят Кирил Василев сред най-значимите поети след 1989 г..

### Поезия
- Три поеми. София: Стигмати, 2004, 76 с.[10]
- Липсващи страници. София: Стигмати, 2010, 78 с.[11][12]
- Провинции. София: Small Stations Press, 2015, 115 с.
- Шествието. София: Да, 2021, 76 с.[13][14]

#### Поетически цикли
- „Стихове“ Архив на оригинала от 2016-05-05 в Wayback Machine. (съдържа стихотворенията „Варовиков скат“, „Саут банк“, „Алън“, „Лебед“, „На Фернандо Песоа“), публикация на сайта на електронното списание „Сборище на трубадури“, 22.05.2013.[15]

## Награди и номинации
- Специална награда от конкурса „Веселин Ханчев“ (1995)
- Номинация за наградата „Иван Николов“ (2010 – за стихосбирката „Липсващи страници“).[16], [17]
- Номинация за наградата „Перото“ (2015 – за стихосбирката „Провинции“). „Провинции“ достига до шортлистата заедно с „Подготовка за напускане на сърцето“ на Ани Илков и „Смяна на огледалата“ на Аксиния Михайлова.[18], [19], [20]
- „Иван Николов“ – втора награда (2015 – за стихосбирката „Провинции“).[21][22]
- „Константин Павлов“ (2022).[23]